# باسكال (اسم شخصي)
پاسكال هو اسم شخصيّ، أو اسم علم، مذكر ومؤنث، وهو في الغالب مسيحيّ. إنه اسم فرنكوفوني، مشابه للاسم الإيطالي پاسقالل، الاسم الإسپاني پاسكوال، الاسم الكاتالوني پاسقوال، والاسم الپرتغالي پاسكوال.
پاسكال اسم شائع في البلدان الناطقة بالفرنسية مثل لبنان، وأيضًا في ألمانيا، النمسا، وهولندا. الأشكال المؤنثة المشتقة تشمل پاسكالا، پسكالل، أو پاسكالينا. اسم پاسكال شائع أيضًا كلقب  في فرنسا، وفي إيطاليا (في پيمنتا أو پيدمونت، وادي أوستا، وكما دي پاسكال، في فريولي-فينيتسيا جوليا).
اسم پاسكال مشتق من اللاتينية paschalis أو pashalis، والذي يعني "المتعلق بالفصح" أو الفصحيّ، من المصطلح اللاتيني الذي يعني "عيد الفصح" pascha، اليوناني Πάσχα، من الكلمة الآرامية pasḥā (الپيشاح العبري) "عيد الفصح اليهودي" أو عيد العبور (نظرًا لأن الفصح اليهودي يتزامن بشكل وثيق مع عيد الفصح المسيحي اللاحق، أصبحت الكلمة اللاتينية تستخدم في كلتا المناسبتين). الاسم المسيحي مشتق في الأصل من المعنى المقصود "المولود في يوم عيد الفصح" أو "المولود في عيد العنصرة" (انظر أدناه).
تشمل الاختلافات في الاسم المعطى: پاشال، پاسكوال، پاسكوالي، پاسقال، پاسكول، پاسكالة، پاشا، پاشاح، پاسكاليس، پاسقويال، پاسكاوي، وپاسكو.
نشأ الاسم في أوائل العصور الوسطى، مكتوبًا باللاتينية عيد الفصح. من أوائل حامليها هو اللابابا پاسكال (فلوريدا 687)، والبابا پاسكال الأول (824). المتحور اللاتيني للاسم هو پاشاسيوس؛ هذا هو اسم قديس القرن 9 الفرنجي پاشاسيوس رادبيرتوس. كان بطرس پاسكوال (پيطروس پاشاسيوس، 1299) أسقفًا وهو شهيد من الأندلس في العصور الوسطى. يشير القديس مار پاسكال (أو سان پاسكوال) إلى پاشال بايلون (1540–1592)، وهو راهب ومتصوف (أو ميسطقيّ) إسپاني. ولد بايلون في 24 أيار (مايو) 1540 لأبوين فلاحين أراغونيين. أطلق عليه والداه اسم "پاسكال" لأنه ولد في يوم عيد العنصرة (وليس يوم الفصح)، لأن عيد العنصرة في إسپانيا كان يُعرف باسم "فصح الروح القدس" في ذلك الوقت.  بعد تطويب پاسكوال بايلون (1618) وتقديسه (1690)، أصبح من الشائع إطلاق اسم پاسكال على الأطفال المولودين في يوم عيد القديس پاسكال (17 أيار) بدلًا من عيد الفصح أو عيد العنصرة، أو بشكل مستقل عن تاريخ ميلاد الطفل.

## أشخاص لهم نفس الاسم
- پاسكال كافيت (مواليد 1962)، خباز وصانع حلويات ومعجنات فرنسي وشوكولا
- پاسكال شاربونو (مواليد 1983)، أستاذ شطرنج كندي ومحلل مالي
- پاسكال شيمبوندا (مواليد 1979)، لاعب كرة قدم فرنسي
- پاسكال كوفيتشي (1885–1964)، ناشر ومحرر كتب يهودي أمريكي روماني
- پاسكال سيغان (مواليد 1974)، لاعب كرة قدم فرنسي متقاعد
- پاسكال دوزي (مواليد 1939)، رجل أعمال نيجيري
- پاسكال جروس (مواليد 1991)، لاعب كرة قدم ألماني محترف
- پاسكال جيجاكس (من مواليد 1974)، عالم ألسنة نفسانية سويسري
- پاسكال هيتزلر، عالم حاسوب ألماني أمريكي
- پاسكال كوپكي (مواليد 1995)، لاعب كرة قدم ألماني
- پاسكال ليدين (مواليد 1999)، سياسي ألماني
- پاسكال ليجيتيموس (مواليد 1959)، ممثل وممثل كوميدي ومخرج مسرحي فرنسي
- پاسكال أوبيسپو (مواليد 1965)، مغني وكاتب أغاني فرنسي
- پاسكال أولميتا (مواليد 1961)، حارس مرمى كرة قدم فرنسي سابق
- پاسكال پاييه (مواليد 1963)، قاتل فرنسي اشتهر بهروبه من السجن
- پاسكال پيا، كاتب وصحفي ورسام وباحث فرنسي، ولد پيار دوراند (1903–1979)
- پاسكال رينويك [الفرنسية] (1954-2006)، ممثل صوتيّ فرنسي
- پاسكال ريوم (مواليد 1973)، لاعب هوكي الجليد كندي في دوري الهوكي القومي
- پاسكال روجيه (ولد في 1951)، عازف پيانو فرنسي
- پاسكال سياكام (مواليد 1994)، لاعب كرة سلة كاميروني في الرابطة القوميّة لكرة السلة
- پاسكال سوريوت (مواليد 1959)، الرئيس التنفيذي لشركة الأدوية أسترازينيكا
- پاسكال سترويك (مواليد 1999)، لاعب كرة قدم هولندي
- پاسكال ثيفنو (مواليد 1966)، سياسي فرنسي
- پاسكال تريپانييه (مواليد 1973)، لاعب هوكي الجليد كندي في دوري الهوكي القومي
- پاسكال فيدوميني، مؤسس ومنتج مهرجان إيشيا العالمي للسينما والموسيقى
- پاسكال فنسنت (من مواليد 1971)، مدرب هوكي الجليد كندي لفريق كولومبوس بلو جاكتس التابع لدوري الهوكي القومي.
- پاسكال فيرلاين (مواليد 1994)، سائق فورمولا إي وفورمولا 1 ألماني موريتاني.

## شخصيات خيالية
- پاسكال، شخصية من لعبة تقمص الأدوار نيير الآلي
- پاسكال، شخصية من لعبة لعب الأدوار حكايات النعم
- پاسكال، ذكر الحرباء الأليف راپونزيل من فيلم راپونزل لعام 2010
- پاسكال سوفاج، شخصية من فيلم التجسس الكوميدي جوني إنجليش

## أنظر أيضا
- باسكال (اسم)
- باسكال (توضيح)
- عيد الفصح (توضيح)
- الفصح (توضيح)
- باسكوال (توضيح)
- باسكو
- باسكو (توضيح)
- كل الصفحات التي تبدأ بكلمة "باسكال"